# Anatoli Sergejewitsch Garanin
Anatoli Sergejewitsch Garanin (russisch Анатолий Сергеевич Гаранин; geb. Mai 1912 in Moskau; gest. 7. April 1989 oder 1990 oder 1991 ebenda) war ein sowjetischer Fotograf.

## Lebensweg
Anatoli Garanin wurde im Mai 1912 in Moskau geboren. Dort besuchte er in den Jahren von 1919 bis 1929 verschiedene Schulen. In den 1930er Jahren arbeitete er als autodidaktischer Fotograf für verschiedene sowjetische Zeitungen und Zeitschriften. Garanin war zunächst ein Anhänger des Piktorialismus, wandte sich jedoch Anfang der 1930er der Neuen Sachlichkeit zu. In den Jahren 1936 und 1937 arbeitete Garanin eng mit der – maßgeblich von dem Grafik-Designer Alexander Arnoldowitsch Schitomirski mitgestalteten – Zeitschrift Строим (Stroim; „Aufbau“) zusammen, für die Garanin bisweilen komplette Ausgaben fotografierte. Im Jahr 1938 lieferte Garanin Reportagen für die von El Lissitzky gestaltete Zeitschrift Иллюстрированная Газета (Illjustrirowannaja gaseta, „Illustrierte Zeitung“).
Im deutsch-sowjetischen Krieg von 1941 bis 1945 war Garanin Frontberichterstatter für die Фронтовая иллюстрация (Frontowaja illjustrazija; „Front-Illustrierte“). Er machte zahlreiche Fotos inmitten des Kampfgeschehens; am bekanntesten dürfte seine Aufnahme „Tod eines Soldaten“ geworden sein, die von Fachleuten neben Dmitri Baltermanz’ „Leid“ (Горе) und Robert Capas „Loyalistischer Soldat im Moment seines Todes“ gestellt wird.
Nach Kriegsende erstellte Garanin Bildberichte für die Zeitschrift Sowjetunion. Er reiste, teils als Bildberichterstatter für Nikita Chruschtschow (1894–1971), Erster Sekretär der kommunistischen Partei der Sowjetunion, durch große Teile der Sowjetunion, aber auch in die USA, nach Indien, Griechenland und Ungarn und lieferte lebendige, anschauliche Reportagen.
Parallel hierzu arbeitete Garanin auch als Theater- und Ballett-Fotograf, unter anderem für das Bolschoi-Theater. Er schoss privat wirkende Porträts namhafter Tänzerinnen und Tänzer, wie Galina Ulanowa oder Olga Lepeschinskaja; etwa in der Künstler-Garderobe. In den 1960er Jahren arbeitete Garanin viel für das Taganka-Theater in Moskau, er fotografierte dort Schauspieler und Bühnenszenen. Bis in die späten 1970er Jahre war Garanin als Sonderkorrespondent für die Zeitschrift Sowjetunion tätig. Sein Fotointerview mit einem Leningrader Arbeiter namens Gennadi Winogradow („Eight Questions to G. V.“) von 1972 gilt als seine wohl bedeutendste Arbeit aus dieser Zeit. Garanin war auch in der Landschaftsfotografie tätig.

## Galerie

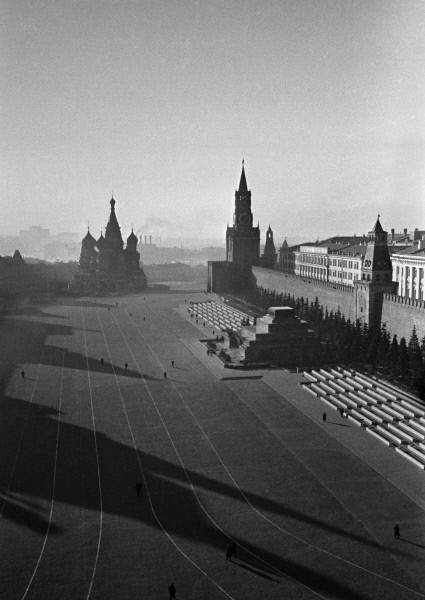
Roter Platz, Moskau, September 1941
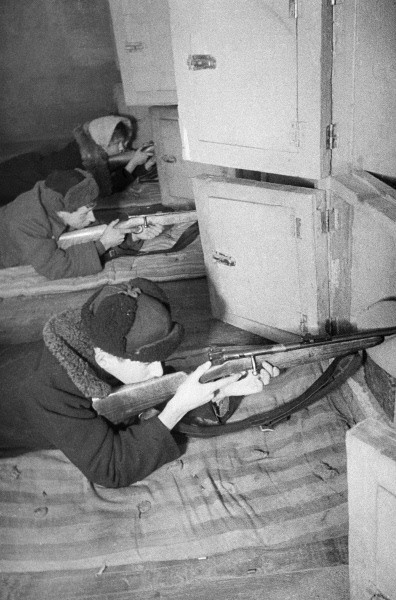
Militärische Grundausbildung für Einwohner Moskaus, Moskau, November 1941
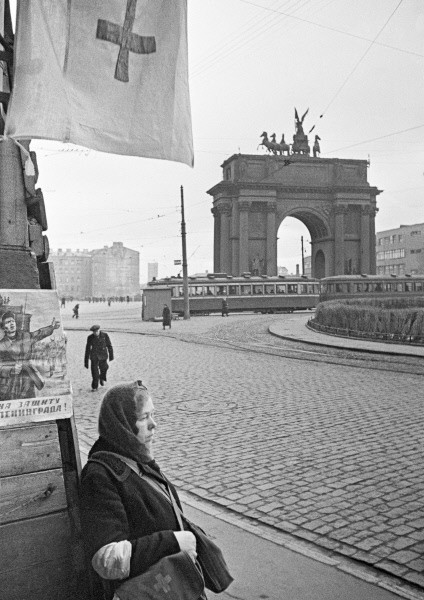
Sanitätsstützpunkt am Narva-Triumphbogen, Leningrad, Oktober 1941
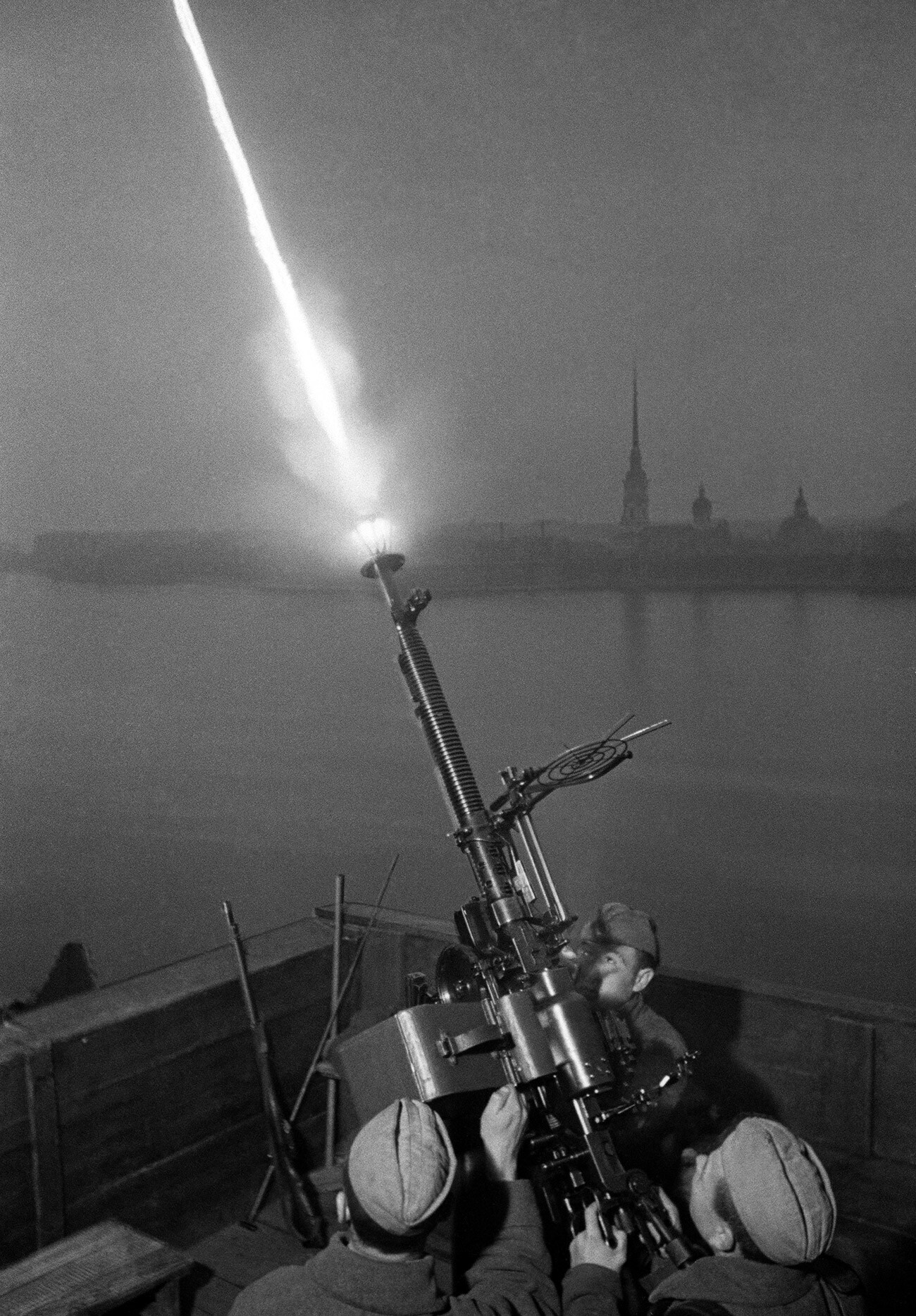
Sowjetisches Flugabwehrgeschütz, Leningrad, Oktober 1942
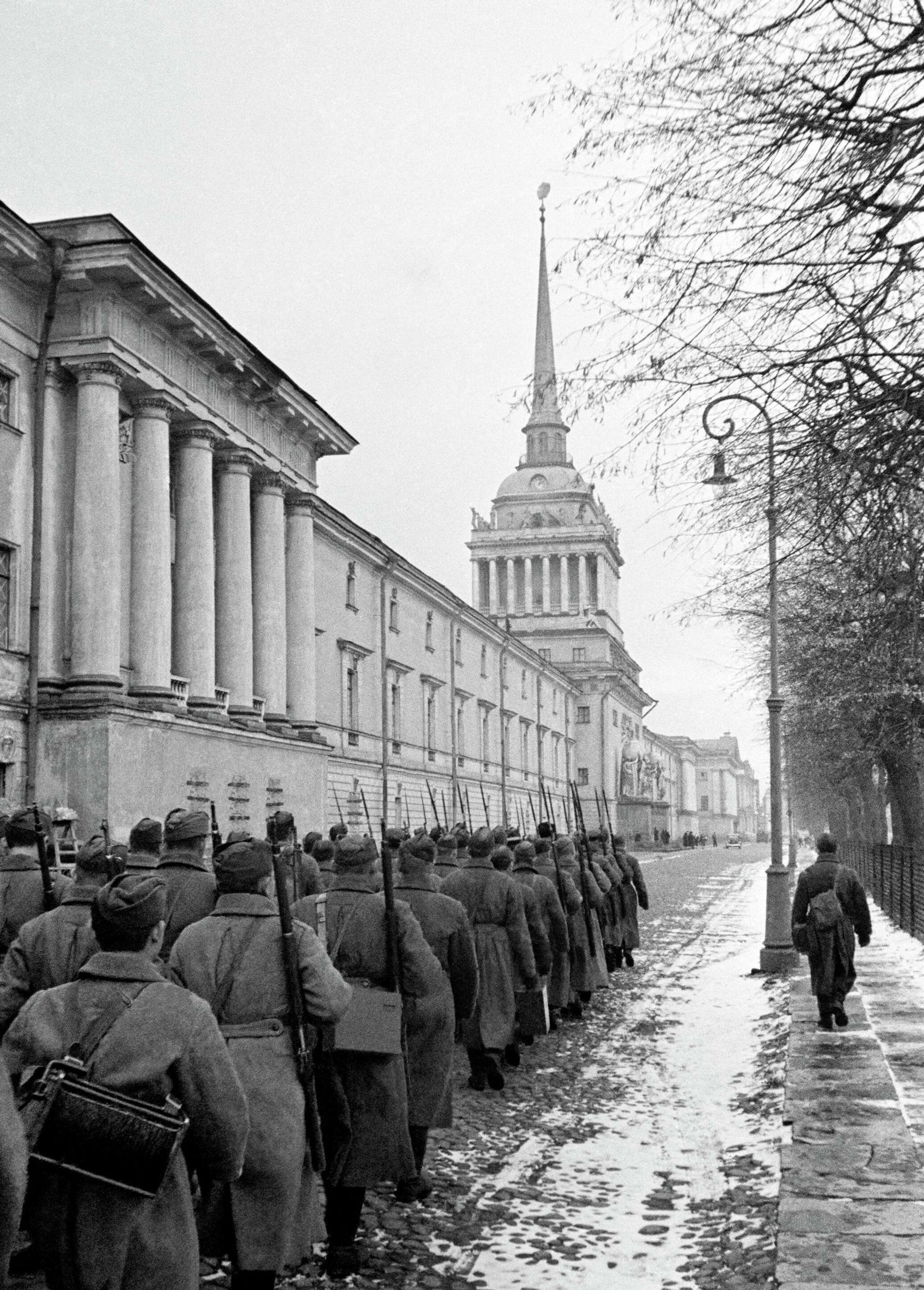
Militärische Grundausbildung, Leningrad, Oktober 1941
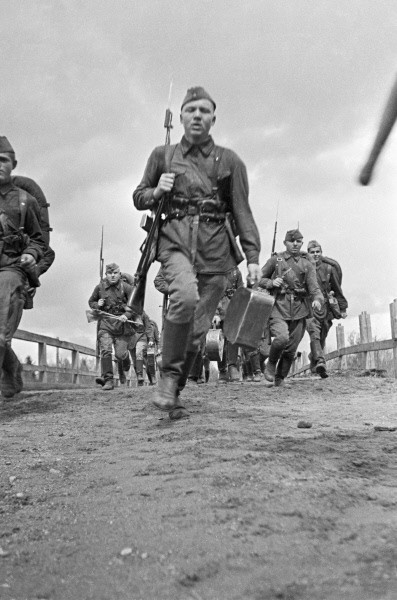
Soldaten der Roten Armee, Verteidiger Leningrads, Oktober 1942

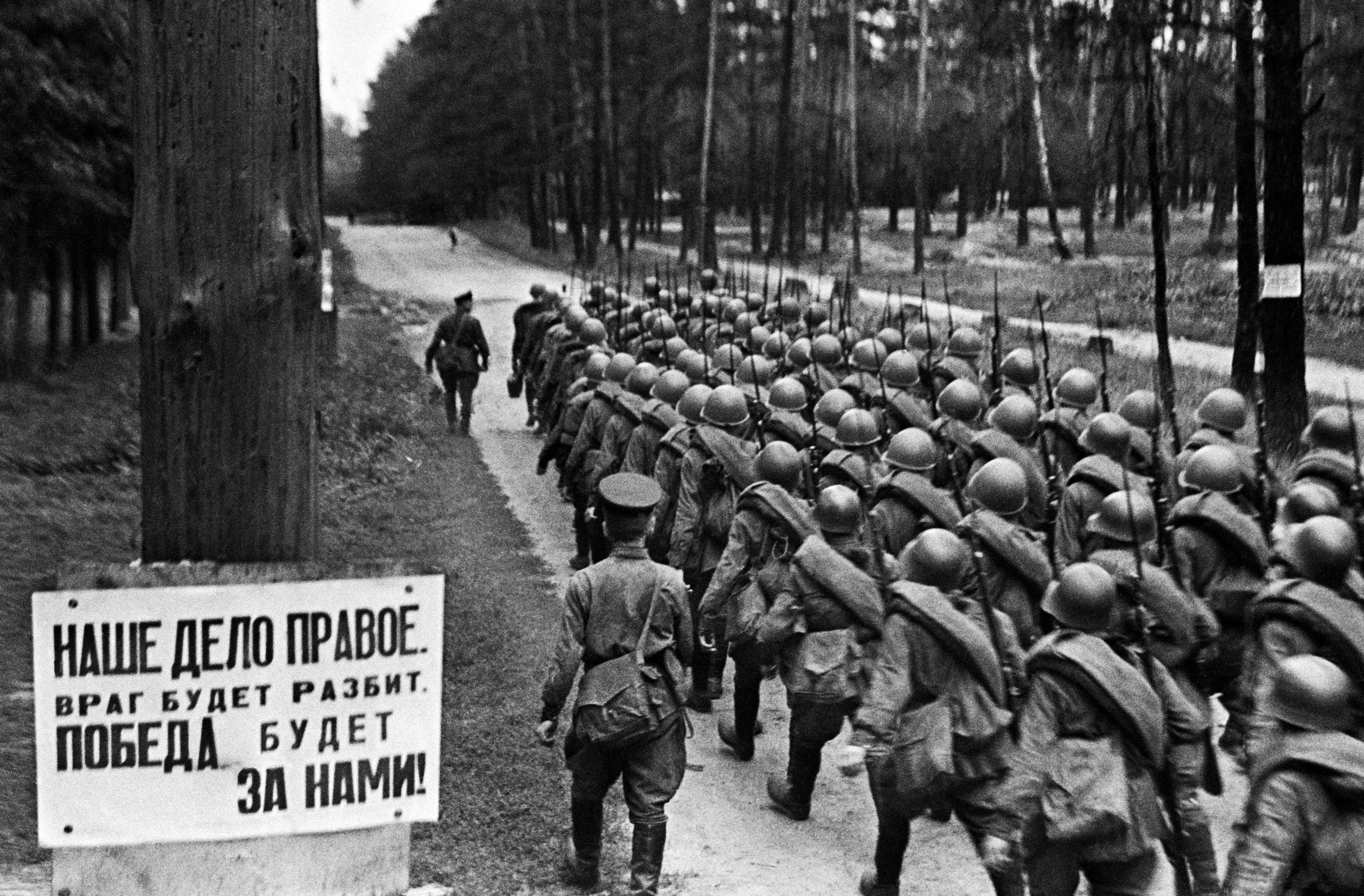
Sowjetische Rekruten auf dem Weg zur Front
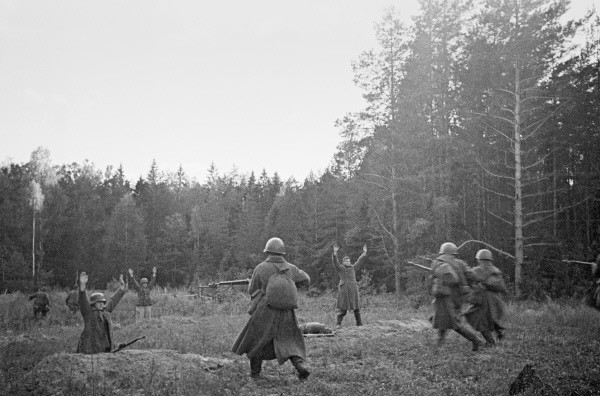
Deutsche Soldaten ergeben sich sowjetischen Soldaten nahe dem Dorf Witowka an der Brjansker Front, 1941
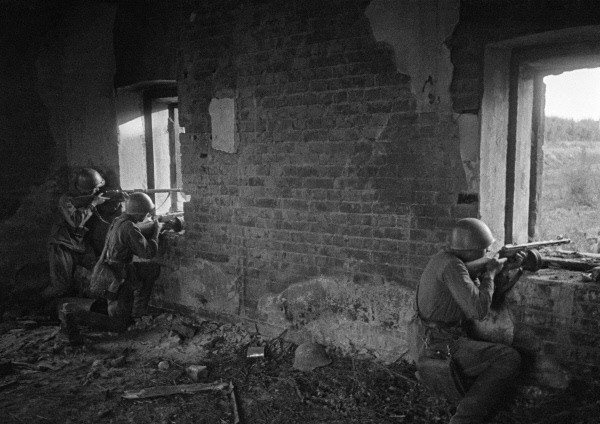
Sowjetische Soldaten in einer Ruine, Oktober 1942
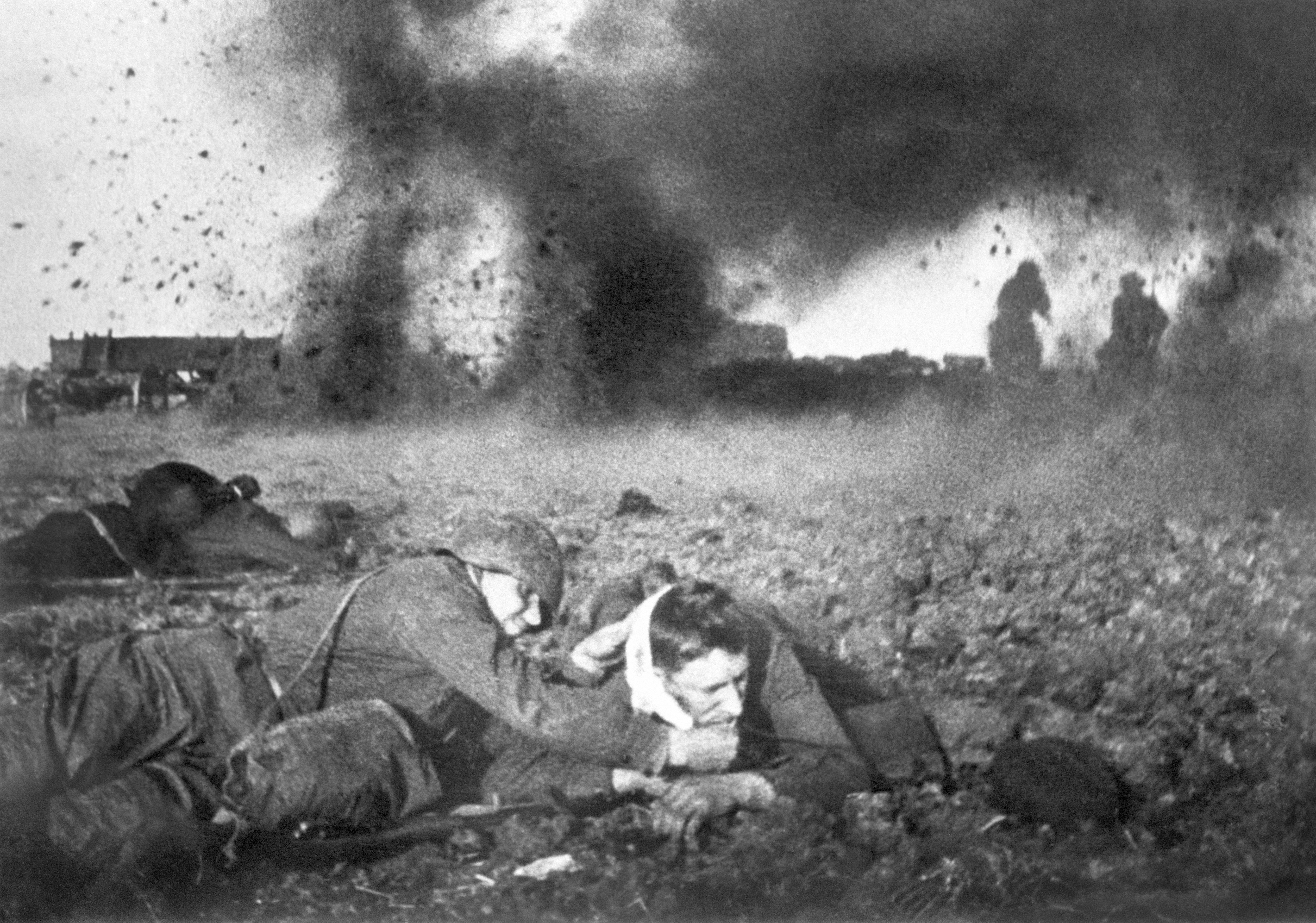
Gefecht nahe Moskau, September 1941
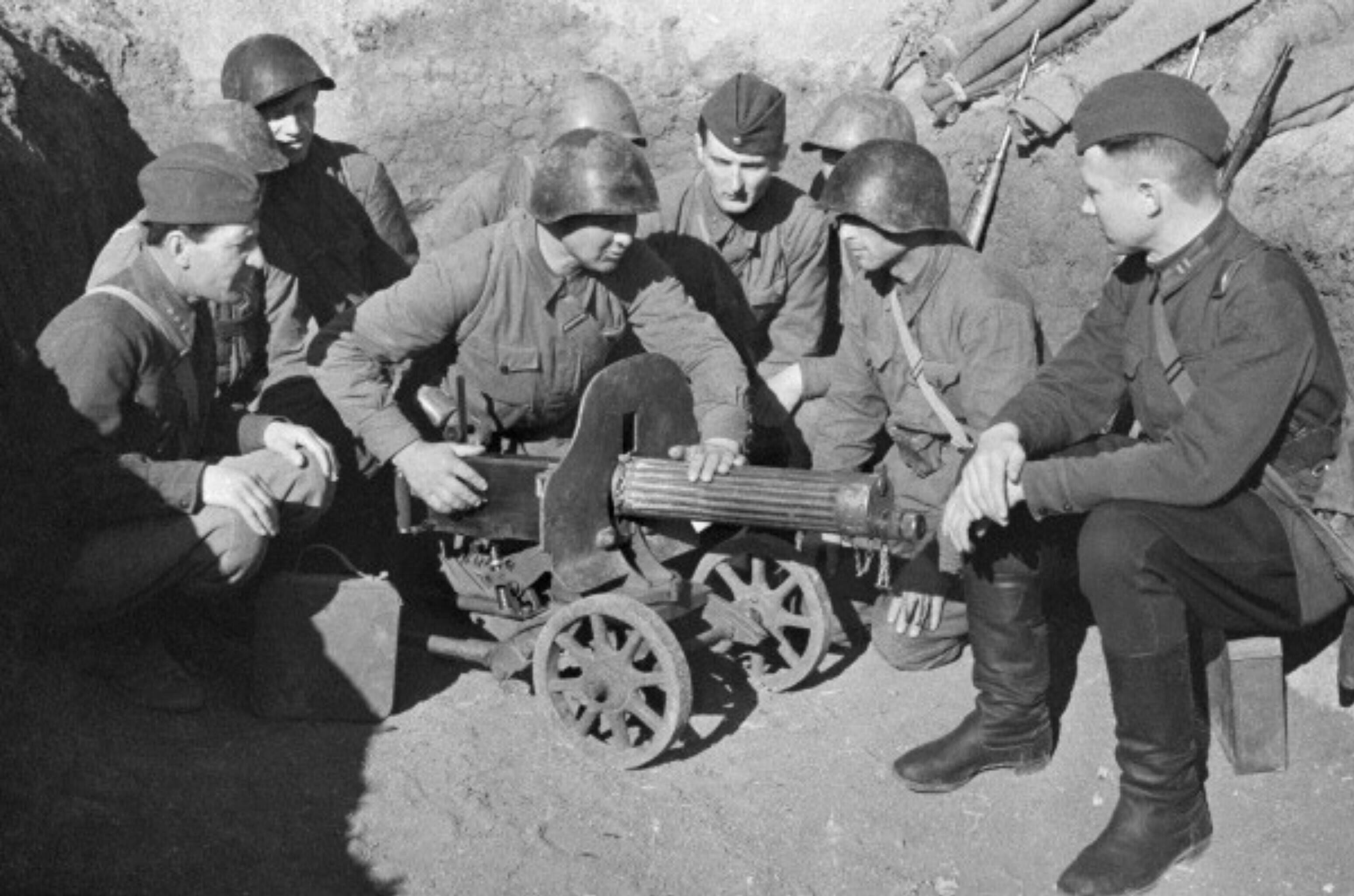
Sowjetische Soldaten bei der Ausbildung am Maschinengewehr, Krim, Mai 1942
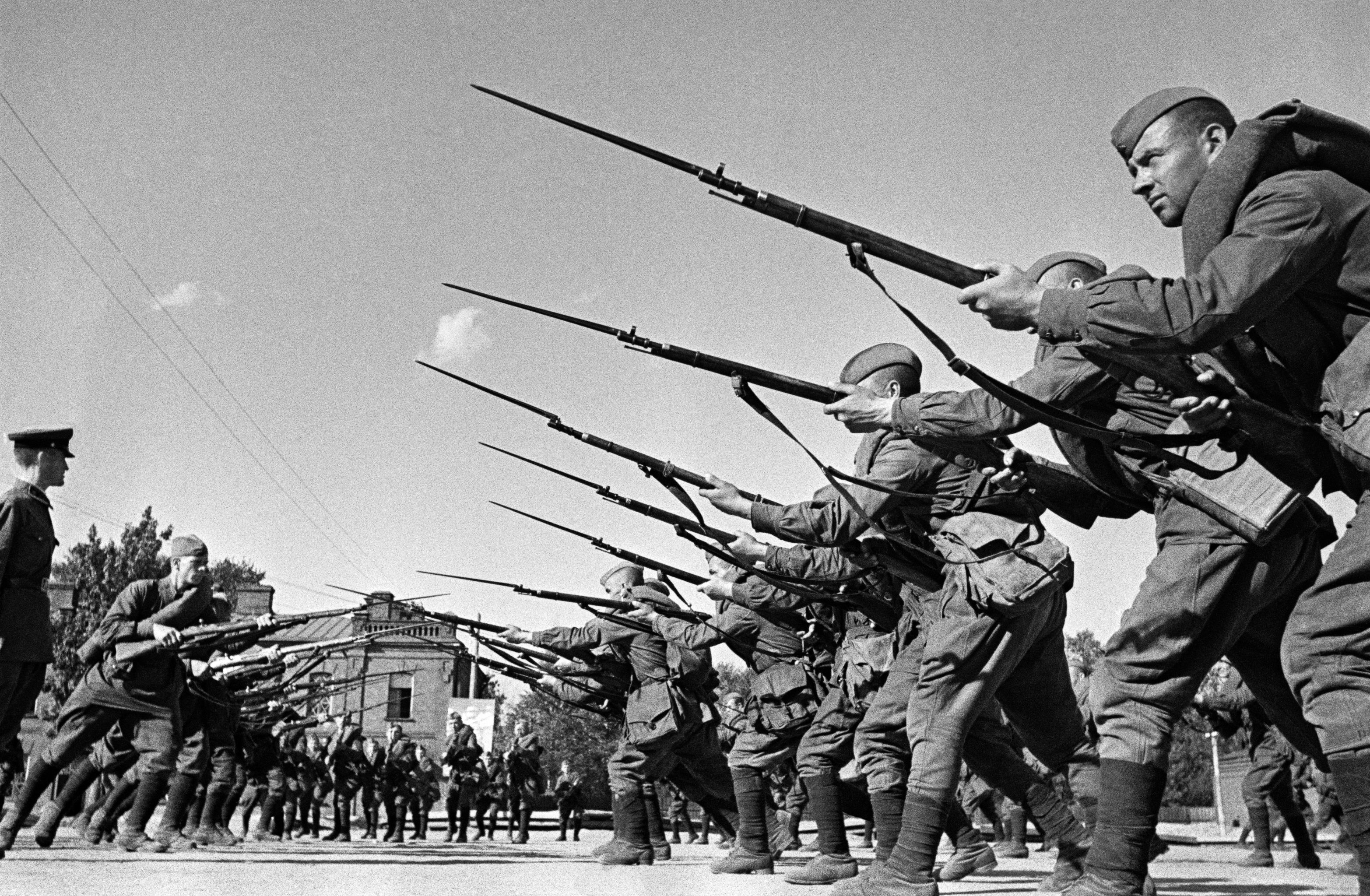
Sowjetische Soldaten beim Bajonett-Training